# 하다다따오기
하다다따오기(Hadada ibis)는 사하라 이남 아프리카에 사는 사다새목 저어새과 따오기아과에 속한 물새이다. 특히 아침과 저녁 비행 중에 그들이 밖으로 날아가거나 그들의 보금자리로 돌아올 때 큰 소리로 3~4장의 통화로 이름이 붙여졌다. 비록 몇몇 따오기만큼 물에 의존하지는 않지만, 그것들은 습지 근처에서 발견되고 종종 경작된 땅과 정원에서 먹이를 찾으면서 인간과 가까이 산다. 튼튼한 다리와 전형적인 아래로 구부러진 지폐를 가진 중간 크기의 따오기로, 날개 덮개는 녹색 또는 보라색 광택으로 무지개빛이다. 이들은 비철강이지만 특히 가뭄 때는 비에 대응해 유목운동을 하는 것으로 알려져 있다. 아프리카 남부의 면적은 나무 덮개와 사람이 사는 서식지의 관개량이 증가하면서 늘어났다.

## 묘사

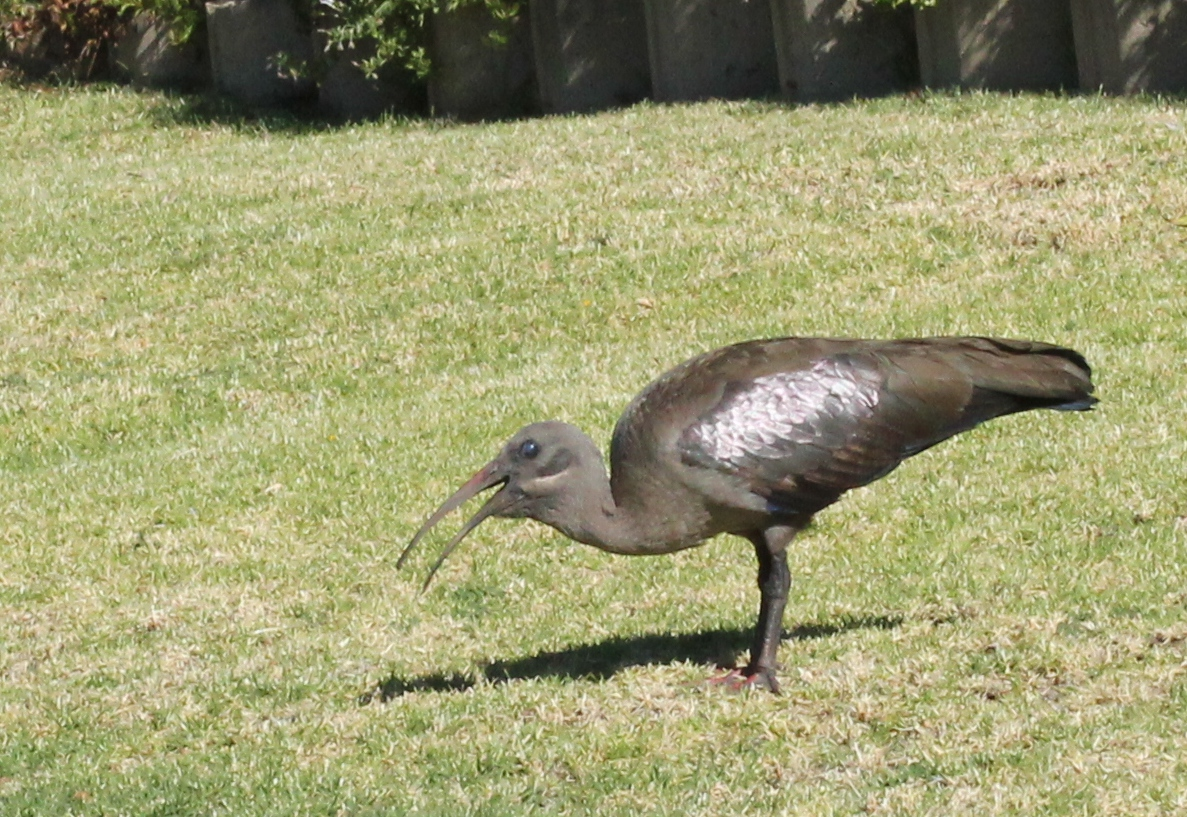
지명된 아종은 머리와 목이 회색이다.

하다다따오기는 몸길이가 약 76cm이고, 회색에서 부분적으로 갈색을 띤다. 수컷과 암컷은 깃털이 비슷하다. 뺨을 가로지르는 좁고 하얀 수평 줄무늬가 있다. 이것은 입꼬리에 닿지 않지만 때때로 "수염"이라고 불린다. 날개 위의 깃털은 무지개빛 보라색 광택을 가지고 있으며, 깃털의 광학 미세구조에서 생성된다. 다리는 검고 부리는 회색에서 검은색을 띠지만, 번식기에는 하악골 윗부분의 아랫부분이 붉은색이다. 발가락 윗면은 번식을 시작하는 동안 비슷한 붉은 색을 띤다. 날개는 강력하고 넓어서 빠른 이륙과 울창한 나무 덮개를 통해 쉽게 움직일 수 있다.

## 분포 및 서식지

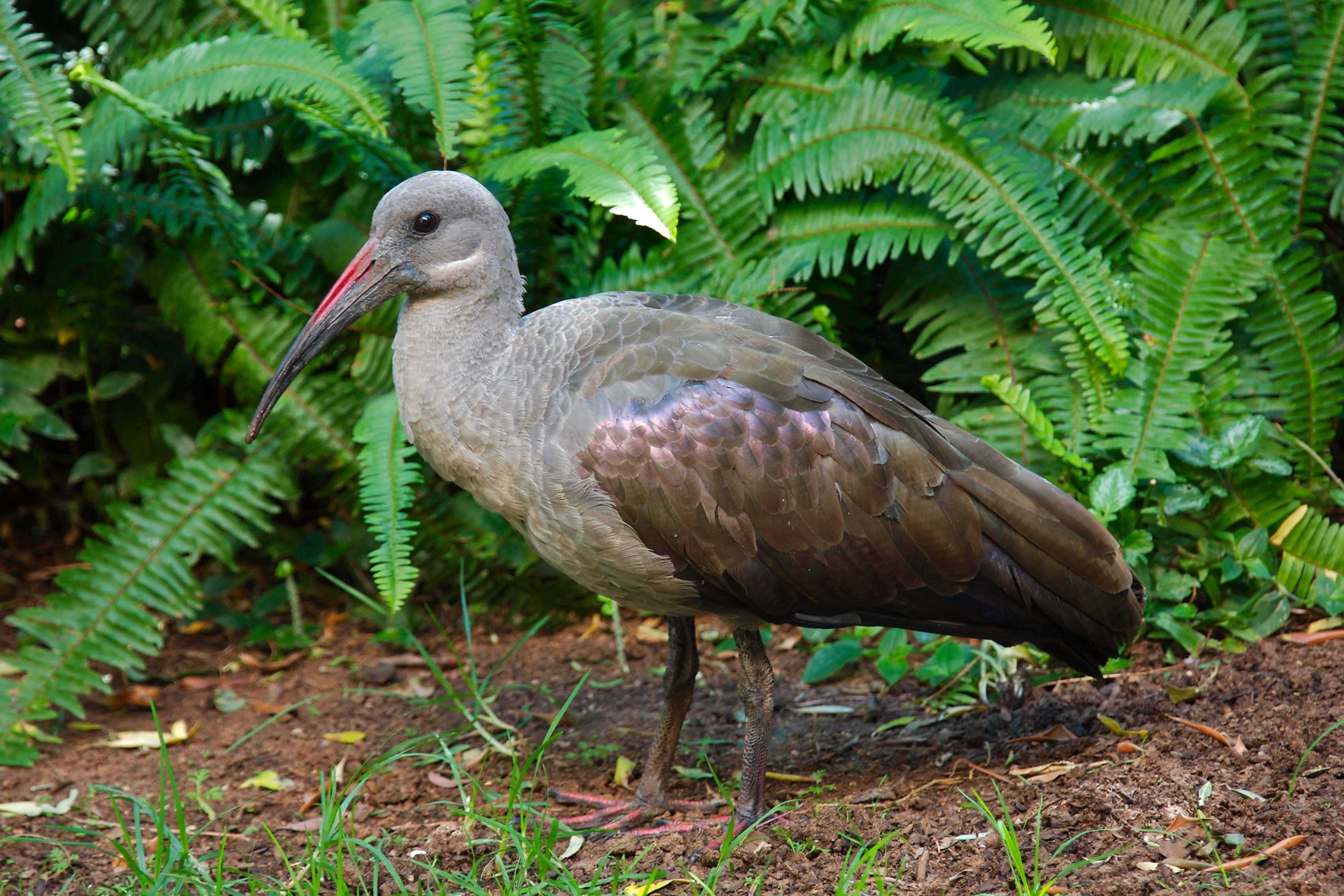
번식 깃털의 아종 지정 (요하네스버그)

사하라 이남 아프리카 전역에서 발견되며, 도시 공원, 학교 운동장, 녹색 복도, 큰 정원뿐만 아니라 개방된 초원과 사바나, 습지에서도 서식한다. 수단과 부룬디, 에티오피아, 세네갈, 우간다, 탄자니아, 가봉, 콩고 민주 공화국, 카메룬, 감비아, 케냐, 소말리아, 레소토, 에스와티니, 보츠와나, 모잠비크, 짐바브웨, 나미비아, 남아프리카 공화국에서 발견된다.
나무가 없는 지역에 나무가 도입된 이후 20세기 들어 남아프리카에서 하다다따오기의 분포 범위는 거의 두 배 반 정도 증가했다. 관개 프로젝트는 또한 그들이 음식을 탐사하기 위해 습하고 부드러운 흙을 필요로 하는 것처럼 보이기 때문에 그들의 확장에 도움을 주었을지도 모른다.

## 행동생태학
하다다따오기는 나무 위에서 무리를 지어 쉰다. 그들은 아침에 시끄러운 소리를 내며 날아갔다가 저녁에 규칙적으로 돌아온다. 하다다따오기는 곤충, 노래기, 지렁이를 먹이로 하며, 부드러운 흙을 탐사하기 위해 긴 시미터 같은 부리를 사용한다. 그들은 또한 파크타운 프런과 같은 더 큰 곤충들과 거미들과 작은 도마뱀들을 먹는다. 이 새들은 달팽이를 쉽게 먹고 살며, 종종 집 주변의 깨끗한 정원 침대를 먹는다. 풀뿌리를 먹고 사는 나방과 딱정벌레의 유충을 열심히 추출하기 때문에 볼링과 골프채에서 특히 환영받는다.
숟가락부리를 포함한 다른 저어새 종들과 세가락도요와 키위 같은 다른 먹이를 찾는 종들처럼, 하다다따오기는 부리의 끝 주위에 감각 구덩이를 가지고 있다. 얕은 땅속 유충과 같은 보이지 않는 먹이를 찾을 때, 그 구덩이는 먹이를 먹는 곤충과 지렁이의 위치를 찾을 수 있게 해준다.
하다다따오기는 많은 아프리카 도시에서 매우 흔해졌고 인간의 친밀함을 용인한다. 그들은 탈출 전략을 결정하기 위해 인간의 시선 방향과 접근 속도를 판단할 수 있다. 하다다따오기는 케냐와 남아프리카 공화국의 공항에서 여러 차례 조류 충돌에 연루되었다.
하다다따오기는 일부일처제이며 한 쌍의 결합은 1년 내내 지속될 것으로 생각된다. 비가 온 후에 번식이 시작된다. 케이프주에서는 주로 10월부터 11월까지 번식을 한다. 둥지는 일반적으로 큰 나무의 주요 가지에 있는 나뭇가지로 이루어진 플랫폼이며, 대부분의 따오기 종과는 달리 적당히 군집하는 성질에도 불구하고 무리 지어 둥지를 짓지 않는다. 두 부모 모두 3~4개의 알을 품는 데 참여한다. 잠복기는 약 26일이 걸린다. 부모들은 음식을 토해냄으로써 어린 아이들에게 먹이를 준다. 많은 어린 새들이 둥지에서 떨어져 죽는다. 생존자들은 약 33일 만에 도주한다.

## 보존 상태
넓은 분포 지역에서 널리 분포하고 흔하게 발견되기 때문에 IUCN 적색 목록에서 최소관심종으로 분류하고 있다.